# 에스더 포비츠키
에스더 포비츠키(Esther Povitsky, 1988년 3월 2일 ~ )는 미국의 배우, 코미디언이다.

## 영화
- 녀석들의 졸업백서
- 나 홀로 즐거운 집에

## 텔레비전
- 지미 키멀 라이브!
- 뉴 걸
- 팍스 앤 레크리에이션
- 더 레이트 레이트 쇼 위드 크레이그 퍼거슨
- 워커홀릭스
- 브루클린 나인-나인
- 러브 (드라마)
- 크레이지 엑스 걸프렌드